# (11244) Andrékuipers
(11244) Andrékuipers – planetoida z pasa głównego asteroid okrążająca Słońce w ciągu 3,78 lat w średniej odległości 2,43 j.a. Planetoidę 29 września 1973 roku odkryła trójka holenderskich astronomów: C. van Houten, I. van Houten-Groeneveld, T. Gehrels. Jej nazwa pochodzi od André Kuipersa – holenderskiego lekarza i kosmonauty ESA.